# Сосновый Бор (Юрьев-Польский район)
Сосновый Бор — село в Юрьев-Польском районе Владимирской области России, входит в состав Красносельского сельского поселения.

## География
Село расположено в 4 км на юг от райцентра города Юрьев-Польский.

## История
Возник как посёлок центральной усадьбы совхоза им. РККА, образованного в 1930 году. В 1965 году переименован в посёлок Сосновый Бор Кучковского сельсовета. 
В 1967 году в посёлке была открыта восьмилетняя школа. 
С 2005 года — в составе Красносельского сельского поселения.

## Население
| 2002 | 2010 | 2021 |
| ---- | ---- | ---- |
| 602  | ↘560 | ↘491 |

## Инфраструктура
В селе находятся Сосновоборская основная общеобразовательная школа, детский сад №16, фельдшерско-акушерский пункт, отделение федеральной почтовой связи, участковый пункт полиции.